# Rewind (1971-1984)
Rewind (1971–1984) is een compilatiealbum van The Rolling Stones, uitgegeven in 1984. Er zijn twee versies, de Britse en de Amerikaanse.
In het Verenigd Koninkrijk bereikte het album #86 en in de Verenigde Staten #23 waar het later een gouden plaat werd.

## Nummers
- Alle nummers zijn geschreven door Mick Jagger en Keith Richards

Britse versie
1. Brown Sugar – 3:49
2. Undercover of the Night – 4:32
3. Start Me Up – 3:31
4. Tumbling Dice – 3:37
5. It's Only Rock 'n Roll (But I Like It) – 5:07
6. She's So Cold – 4:11
7. Miss You – 4:48
8. Beast of Burden – 4:27
9. Fool to Cry – 5:06
10. Waiting on a Friend – 4:34
11. Angie – 4:31
12. Respectable – 3:07

Amerikaanse versie
1. Miss You – 4:48
2. Brown Sugar – 3:49
3. Undercover of the Night – 4:31
4. Start Me Up – 3:31
5. Tumbling Dice – 3:37
6. Hang Fire – 2:21
7. It's Only Rock 'n' Roll (But I Like It) – 5:07
8. Emotional Rescue – 5:40
9. Beast of Burden – 4:27
10. Fool to Cry – 5:05
11. Waiting on a Friend – 4:34
12. Angie – 4:31
13. Doo Doo Doo Doo Doo (Heartbreaker) – 3:25

## Hitlijsten
Album
| Jaar      | Hitlijst                      | Notering |
| --------- | ----------------------------- | -------- |
| 1984      | Nederlandse Album Top 100     | 2        |
| 1984 1990 | Official Albums Chart Top 100 | 23 45    |
| 1984      | Billboard 200                 | 86       |

Singles
| Jaar | Single      | Hitlijst           | Notering |
| ---- | ----------- | ------------------ | -------- |
| 1984 | Brown Sugar | UK Top 100 Singles | 58       |